# Yado
Yado (Red Sonja) è un film del 1985 diretto da Richard Fleischer.
La pellicola ha come protagonisti Brigitte Nielsen (al suo esordio cinematografico) e Arnold Schwarzenegger. Red Sonja è l'eroina di una saga fantasy creata da Roy Thomas e Barry Windsor-Smith.

## Trama
Sonja, una giovane donna dai capelli rossi, viene violentata e data per morta dai soldati della regina Gedren, una despota che ha ucciso i genitori e il fratello di Sonja per aver rifiutato le sue avances sessuali e averle segnato il viso. Rispondendo al suo grido di vendetta, la dea rossa, Scáthach, appare a Sonja e le conferisce maggiore forza, resistenza, agilità e abilità di combattimento a condizione che non si trovi mai con un uomo a meno che non la sconfigga in un combattimento leale. Si allena sotto un maestro di spada chiamato "Il Grande Maestro" che stima ed è diffidente nei confronti di tutti gli altri uomini. In un tempio vicino, Varna, la sorella di Sonja, è membro di un ordine di sacerdotesse che si stanno preparando a bandire una mistica reliquia alimentata dalla luce, il Talismano, che ha creato il mondo e tutti gli esseri viventi. Il Talismano può essere usato e toccato solo dalle donne – gli uomini svaniscono se lo toccano – ed è diventato troppo potente per essere controllato. Tuttavia, l'esercito di Gedren e il suo aiutante di campo Ikol intervengono e massacrano la maggior parte delle sacerdotesse e delle fanciulle dello scudo prima che possano imprigionare il Talismano nell'oscurità permanente.
Varna osserva Gedren rubare il talismano e imprigionare le sacerdotesse sopravvissute nella cripta che lo conteneva prima di scappare, ma viene ferita a morte. Viene scoperta da Kalidor, il Signore di Hyrkania, che va a cercare Sonja e la accompagna da Varna. Prima di morire, Varna dice a Sonja di trovare il Talismano e di mandarlo nell'oscurità prima che devasti il mondo con tempeste e terremoti. Kalidor chiede di accompagnarla, ma lei rifiuta l'offerta. Dopo aver assistito all'uso del Talismano, Sonja arriva nel regno ormai in rovina di Hablock dove incontra il giovane principe Tarn e il suo servitore/guardia del corpo Falkon, che affermano che Gedren ha usato il talismano per decimare completamente Hablock quando Tarn si è rifiutato di arrendersi. Tarn vuole vendicarsi e sconfiggere Gedren e invita Sonja a lavorare per lui come cuoca. Sonja rifiuta educatamente prima che le venga detto che Gedren ha sede a Berkubane, la terra della Notte Perpetua.
Arrivando al cancello della montagna, Sonja combatte Lord Brytag dopo che lui ha rifiutato di farla passare per non avergli pagato un "tenero tributo". Quando lei lo uccide e prende la sua chiave, le sue truppe la circondano; Kalidor, che l'ha segretamente seguita, li attacca di sorpresa, permettendo a Sonja di scappare. Sonja incontra di nuovo Tarn, torturato dai banditi, lo libera e uccide i banditi con l'aiuto di Falkon. Decidono di proseguire insieme verso Berkubane, e Tarn segue il consiglio di Sonja sull'uso di buone maniere e su come migliorare a maneggiare la spada. Il mago di Gedren, attraverso un piatto magico, mostra alla regina il gruppo in avvicinamento; Gedren riconosce Sonja e ordina che venga portata alla fortezza illesa. Usando il Talismano per evocare una tempesta, costringe il gruppo di Sonja a rifugiarsi in una caverna d'acqua a Ictyan dove si trova la sua "Macchina per uccidere" che si scatena su di loro. Appare Kalidor, il quale aiuta Sonja ad accecare la bestia meccanica in modo che possano scappare.
Dopo aver appreso che Kalidor discende dai signori che hanno affidato il Talismano al tempio della sacerdotessa Sonja accetta che anche lui si unisca al gruppo. Lui flirta con lei, ma lei lo avverte che "nessun uomo può averla" a meno che non possa sconfiggerla in un duello con la spada. Kalidor la sfida e combattono, ma il duello finisce in pareggio, nonostante Tarn abbia cercato di picchiare Kalidor per favorire la vittoria di Sonja. 
Infine il gruppo arriva al castello di Berkubane e, per proteggere Tarn, lo convincono a rimanere indietro e a fare la guardia all'ingresso principale. Ikol supplica Gedren di smettere di utilizzare la reliquia perché è diventata troppo instabile, ma la regina rifiuta perentoria, cosicché il mago si rende conto che è impazzita per la smania di potere e quindi progetta di fuggire dal castello con i sacchi d'oro di Hablock. Nel frattempo sopraggiunge Sonja che affronta Gedren nella sua camera del consiglio, mentre Kalidor e Falkon si occupano delle sue guardie nella sala da pranzo del castello.
Sopraffatta da Sonja, Gedren fugge nella Camera delle Luci dove è conservato il Talismano. Ora potente oltre il controllo, il Talismano fa spaccare il pavimento e rivela un baratro di lava fusa sotto il castello. Sonja e Gedren duellano senza sosta, ma alla fine Sonja ha la meglio e trafigge Gedren con la sua spada, facendo precipitare la malvagia sovrana nella lava sottostante. Sonja afferra il Talismano e lo getta nella lava, distruggendolo e dando inizio a una reazione a catena che fa a pezzi il Castello di Berkubane. Gli eroi riescono a scappare per un soffio, mentre il vulcano in eruzione consuma il castello. Finalmente Sonja e Kalidor si baciano dopo che Kalidor ha vinto contro di lei in uno scontro con la spada, mentre Tarn e Falkon tornano a Hablock per ricostruirlo.

## Produzione
La prima attrice contattata per la parte di Red Sonja fu Sandahl Bergman, già interprete di Conan il barbaro, che poi interpreterà la parte della regina Gedren. Brigitte Nielsen, modella danese di 21 anni, venne notata su una rivista di moda dal produttore Dino De Laurentiis e, per la sua bellezza statuaria dai tratti androgini, venne preferita alla Bergman.
Arnold Schwarzenegger, reduce dal successo di Terminator, fu costretto ad accettare di non essere il protagonista del film, a cui lavorò per sole tre settimane: come si evince dalla trama, la protagonista della pellicola è Red Sonja; tuttavia, il trailer italiano del film (come si può intuire dal cambiamento del titolo) fa credere che il protagonista sia Yado (altro cambiamento, dato che nel film originale il nome del personaggio era Lord Kalidor). Il maestro d'armi fu Kiyoshi Yamazaki. Il film incassò soltanto 6948000 $, a fronte di un budget di investimento di 15000000 $.
Il film fu girato in Italia: gli interni furono ripresi negli Stabilimenti Cinematografici Pontini a Roma, mentre gli esterni in Abruzzo, tra Alba Fucens, Celano e Campo Imperatore.

## Distribuzione
In Italia il titolo del film è stato modificato da Red Sonja a Yado, facendo così spostare l'attenzione sul personaggio interpretato da Arnold Schwarzenegger, lucrando così sulla sua popolarità. Curiosamente il nome del personaggio era originariamente Kalidor, modificato in Yado nel doppiaggio italiano.

## Colonna sonora
La colonna sonora del film è stata affidata a Ennio Morricone con la collaborazione dell'Orchestra Unione Musicisti di Roma. Il trombettista e amico collaboratore abituale di Morricone Mauro Maur invece suona la tromba soprattutto nell'assolo che accompagna i titoli di testa della pellicola.